# 1952-es magyar öttusabajnokság
Az 1952-es magyar öttusabajnokságot szeptember 24. és 28. között rendezték meg. A versenyzőket az öt versenyszámban elért helyezési számuk összege alapján értékelték. A viadalt Hegedűs Frigyes nyerte meg, akinek ez volt élete egyetlen egyéni felnőtt bajnoki címe. A csapatversenyt a Bp. Honvéd I. nyerte.

## Eredmények

### Férfiak

#### Egyéni
| Hely | Név             | Klub               | Eredmény |
| ---- | --------------- | ------------------ | -------- |
| 1.   | Hegedűs Frigyes | Bp. Honvéd II.     | 26       |
| 2.   | Szondy István   | Bp. Fáklya         | 27       |
| 3.   | Hegedűs István  | Bp. Fáklya         | 29       |
| 4.   | Kovácsi Aladár  | Bp. Haladás        | 32       |
| 5.   | Benedek Gábor   | Bp. Honvéd I.      | 33       |
| 6.   | Turák József    | Bp. Honvéd I.      | 35       |
| 7.   | Karácson László | Bp. Honvéd I.      | 36       |
| 8.   | Moldrich Antal  | Munkaerőtartalékok | 37       |
| 9.   | Tasnády Károly  | Bp. Honvéd II.     | 45       |
| 10.  | Ferdinandy Géza | Bp. Haladás        | 46       |

#### Csapat
| Hely | Név                                            | Klub           | Eredmény |
| ---- | ---------------------------------------------- | -------------- | -------- |
| 1.   | Benedek Gábor, Karácson László, Turák József   | Bp. Honvéd I.  | 104      |
| 2.   | Szondy István, Hegedűs István, Bellaágh György | Bp. Fáklya     | 110      |
| 3.   | Hegedűs Frigyes, Tasnády Károly, Misák         | Bp. Honvéd II. | 118      |